# 光藤景皎
光藤 景皎（みつどう かげあき、1931年8月28日 - 2023年10月16日）は、日本の法学者。専門は刑事訴訟法。学位は、法学博士（京都大学・論文博士・1976年）。大阪市立大学名誉教授。信州大学教授。弁護士。岡山県岡山市出身。

## 略歴
- 1953年：京都大学法学部卒業
- 1958年：京都大学大学院法学研究科民刑事法専攻博士課程単位取得満期退学
- 1958年：法政大学法学部助手
- 1960年：甲南大学法学部講師
- 1962年：甲南大学法学部助教授
- 1970年：大阪市立大学法学部教授
- 1978年：大阪市立大学法学部長
- 1994年4月：摂南大学法学部法律学科教授
- 2001年4月：摂南大学法学部長（第5代、2002年3月まで）[1]。
- 2006年：名城大学法科大学院教授
- 2009年：信州大学法科大学院教授

## 学者としての功績
ドイツ刑事訴訟法の歴史的研究や英米証拠法の研究など比較法的研究を基礎とした緻密な解釈論を展開する。その解釈論的集大成である口述刑事刑事訴訟法の下巻が遂に公刊された。また多くの優れた弟子を育てたことでも知られている。

## 著書

### 単著
- 『刑事訴訟行為論-公判前手続を中心として-』<大阪市立大学法学叢書/大阪市立大学法学会編>（有斐閣、1974年）
- 『口述刑事訴訟法』上<口述法律学シリーズ>（成文堂、1987年、第2版2000年）
- 『口述刑事訴訟法』中<口述法律学シリーズ>（成文堂、1992年、補訂版2005年）
- 『刑事証拠法の新展開』（成文堂、2001年）
- 『口述刑事訴訟法』下<口述法律学シリーズ>（成文堂、2005年）
- 『刑事訴訟法 1』（『口述刑事訴訟法』上を改訂・改題したもの、成文堂、2007年）

### 編著
- 『警察法入門-市民警察とはなにか-』（杉村敏正、東平好史との編著、有斐閣<有斐閣選書>、1975年）
- 『ワークブック刑事訴訟法-質問と解答-』（田宮裕との編著、有斐閣<有斐閣選書>、1978年）
- 『ワークブック刑事訴訟法-設問と解説-』（田宮裕との編著、有斐閣<有斐閣双書>、1989年）
- 『刑事訴訟法 1（第3版）』<別冊法学セミナー>（井戸田侃との共編、日本評論社、1995年）
- 『刑事訴訟法 2（第3版）』<別冊法学セミナー>（井戸田侃との共編、日本評論社、1995年）

### 訳書
- ドイツ対案グループ『犯罪被害の回復-対案・損害回復-』（高橋則夫、川口浩一、山名京子、田淵浩二との共訳、成文堂、2002年）

### その他
- 日本評論社編『法学読書案内（第2版）』<セミナー叢書>（日本評論社、1975年）
- 熊谷弘ほか編『証拠法大系3　伝聞証拠』（日本評論社、1981年）
- 平場安治ほか編集委員『団藤重光博士古稀祝賀記念論文集』第4巻（有斐閣、1985年）
- 守屋克彦ほか編『刑事裁判の復興-石松竹雄判事退官記念論文集』（勁草書房、1990年）
- 高田卓爾博士古稀祝賀論文集刊行委員会編『刑事訴訟の現代的動向-高田卓爾博士古稀祝賀-』（三省堂、1991年）
- 福田雅章ほか編『刑事法学の総合的検討-福田平　大塚仁博士古稀祝賀-』（有斐閣、1993年）
- 刑事訴訟法研究会佐伯先生卆寿祝賀論文集編集委員会編『新・生きている刑事訴訟法-佐伯千仭先生卆寿祝賀論文集-』（成文堂、1997年）
- 中山研一先生古稀祝賀論文集編集委員会編『中山研一先生古稀祝賀論文集』第5巻（成文堂、1997年）
- 芝原邦爾ほか編『松尾浩也先生古稀祝賀論文集』下巻（有斐閣、1998年）
- 光藤景皎先生古稀祝賀論文集編集委員会編『光藤景皎先生古稀祝賀論文集』（上）（下）（成文堂、2001年）

## 栄典
- 2010年4月 瑞宝中綬章受章[2]